# Tecolutilla
Tecolutilla es una ciudad importante del municipio de Comalcalco, en el estado de Tabasco, México. Llamada la Ciudad de los Tecolotes, está ubicada a 16 km de la ciudad de Comalcalco, su población urbana es de 30,734 habitantes (2020).
En náhuatl "Tecolutilla", significa «lugar entre los tecolotes». Anteriormente el poblado fue llamado Tecoluta de las Montañas o Tecoluta.

## Historia
Tecolutilla fue fundado como Tecoluta de las Montañas en el siglo XIX y fue poblada por indígenas migrantes de regiones cercanas. Los nuevos pobladores impactaron sobre la fauna y vegetación de la zona. 
Los primeros pobladores talaron parte de la selva para instalar la población. Inicialmente los pobladores de la villa explotaban la madera, y cultivaban maíz y frijol, productos que eran transportados por el río Tupilquillo hasta la laguna de las Tres Palmas, cerca de Paraíso. Desde allí los productos eran llevados a Santa Ana y otros puestos. Tecolutilla perteneciente al municipio de Comalcalco en la región de La Chontalpa, adquirió el derecho de poblado en marzo de 1826 y Comalcalco el 27 de octubre de 1827.
Posteriormente en noviembre de 1834, siendo gobernador del estado, Narciso Santa María, el Congreso del Estado concedió al pueblo Nuevo de San Isidro de Comalcalco, el derecho de integrar su Ayuntamiento Constitucional y en 1852 se promulga la Ley Reglamentaria Constitucional, que dispuso que el municipio de Comalcalco integrara a los pueblos de Chichicapa, Cupilco, Paraíso y Tecoluta de las Montañas como parte de su territorio.
Sin embargo en 1882 Tecolutilla logró por el Decreto número 7 de 1882 la categoría de municipio al separarse de Comalcalco y pasar a  regirse por sus propias regulaciones. Los representantes del gobierno del municipio de Comalcalco se manifestaron en desacuerdo respecto a la separación, negando el estatus de municipio a Tecolutilla.
En enero de 1882 surgen los primeros problemas entre el H. Cuerpo Municipal de Paraíso y el recién creado Municipio de Tecoluta, éste exponía ante la Diputación permanente que Tecoluta pretendía que la barra Tupilquillo fuera comprendida en su jurisdicción, y por otra el jefe político de Comalcalco manifestó su disconformidad por la nueva situación ya que la contribución fija que los pueblos separados pagaban ahora la tendrían que cubrir los comerciantes de Comalcalco.
Si bien Tecolutilla en 1882 obtuvo el grado de municipio, al tiempo nuevamente se le quita la categoría de municipio y en 1930 a Tecolutilla se le da el estatus de villa. Entre los años de 1970-1980 los representantes de Tecolutilla realizaron acciones para intentar recuperar la categoría de municipio. Finalmente en abril de 2014 se le otorga el rango de Ciudad. En el decreto publicado en suplemento 7480 del periódico oficial del estado el 14 de mayo de 2014 se eleva oficialmente a Tecolutilla al rango de ciudad. La diputada Castillo Reyes, precisó que el Ayuntamiento de Comalcalco fue quién realizó la petición formal para que a la Villa Tecolutilla se le otorgase el estatus jurídico de Ciudad.
La legisladora Verónica Castillo Reyes también dio a conocer algunos datos estadísticos e información que acreditan el desarrollo urbano y los servicios de la Villa Tecolutilla, entre los que destacan: contar una población no menor a 7,500 habitantes (el INEGI menciona una población de 10,637 habitantes); servicios públicos, de salud, seguridad pública; edificios adecuados para oficinas municipales; mercado, rastro, cárcel, panteón; instituciones bancarias, industriales, comerciales, agrícolas; hoteles; planteles de enseñanza preescolar, primaria, media y media superior, entre otros servicios.

### Revolución de 1910 en Tecolutilla
El aislamiento del pueblo, atrajo rebeldes y trabajadores de Nacajuca, Paraíso, Jalpa de Méndez, Cunduacan a buscar refugio en Tecolutilla, Los rebeldes eran antigobernistas por lo que al comenzar la guerra en el año de 1910, el pueblo fue tomado por fuerzas del gobierno buscando a los que tenían identificados.
En el año de 1913 llegó don Pepe Valenzuela al mando de un destacamento militar quien dio la orden de concentrar toda la gente que vivían en champas fuera de la población. Los soldados quemaron las champas, algunos pobladores se dispersaron pero las hijas de las familias que permanecieron fueron llevadas al mayor Valenzuela en el cuartel para ser violadas y dejadas a disposición de sus subordinados.

## Economía
Esta comunidad se destaca por el comercio. Cuenta con instalaciones de PEMEX y es paso de unidades públicas y privadas de servicio petrolero.  La agricultura y ganadería son otras fuentes económicas predominantes.

## Educación
Los centros educativos siempre han sido preocupación en todas partes hoy la ciudad cuenta con diversos centros de enseñanza 5 jardines de niños, 7 escuelas de nivel primaria, una secundaria, un plantel del Colegio de Bachilleres de Tabasco, 1 SEA, una universidad y centros de computación e inglés.

## Religión
Se estima que el 80% de la población profesa alguna fe. En la actualidad son 12 los grupos que propagan el Evangelio en esta ciudad. Principalmente la Iglesia católica, seguida por las denominaciones protestantes como las iglesias bautistas, presbiterianas, pentecosteses, apostólicas y testigos de Jehová.

## Urbanismo
La ciudad de Tecolutilla, cuenta con servicios públicos tales como calles pavimentadas, energía eléctrica, agua potable, alumbrado público, recolección de basura, servicio telefónico, red de telefonía celular, oficina de correos y telégrafos, seguridad pública, mercado público, oficinas de gobierno municipal, taxis, parques, hospital, un auditorio municipal y un panteón.

## Vías de comunicación
La comunidad se encuentra bien comunicada por la cercanía de la Ciudad de Comalcalco por una carretera estatal. También existe una salida al sur de Tecolutilla por Villa Aldama-Reyes Hernández a la carretera federal 187 Raudales Malpaso-EL Bellote.[cita requerida] Cuenta con muchas carreteras alimentadoras estatales por lo cual tiene buena comunicación.

## Clima
Tecolutilla tiene un clima cálido húmedo con abundantes lluvias en verano, su temperatura media anual es 26.4 °C, siendo la máxima media mensual en mayo con 30.5 °C, y la mínima media en diciembre y enero con 22 °C. El régimen de precipitaciones se caracteriza por un total de caída de agua de 2052 mm con un promedio máximo mensual de 342 mm en el mes de septiembre y una mínima mensual de 6 mm en el mes de abril. Los vientos más intensos se registran en los meses de noviembre y diciembre con velocidades que alcanzan los 30 kilómetros por hora. De acuerdo con la carta de clima editada por S. P. P.

## Centros sociales
La ciudad de Tecolutilla cuenta con 6 centros sociales los cuales cuentan con servicios para la realización de eventos y actividades recreativas:
- Campestre Santa Lucía
- La Deportiva
- Salón de fiestas "El Paraíso Fiesta"
- Salón de fiestas "El Charco de las Ranas"
- Auditorio Municipal
- Casa Ejidal
- Casa de la Cultura